# Onthophagus pseudoschultzei
Onthophagus pseudoschultzei là một loài bọ cánh cứng trong họ Bọ hung (Scarabaeidae).